# Stealthspel

Radar in een stealthspel

In een stealthspel wordt de speler beloond voor het gebruiken van verholenheid om antagonisten te vermijden of overwinnen. Een stealthspel draait, in contrast met een actiespel, meer rond geduld, onopgemerkt blijven (bijvoorbeeld het vermijden van gevechten en maken van geluid) en het gebruiken van listen (bijvoorbeeld vermommingen), dan met getrokken pistolen een kamer binnenstormen. Sommige spellen stellen de speler in staat te kiezen tussen een stealth-benadering of een directe aanval op antagonisten, waarbij de speler een grotere beloning krijgt wanneer hij of zij voor stealth kiest.
Metal Gear was het spel dat het genre op de kaart zette, maar het allereerste stealthspel was 005.
Aangezien stealth niet echt tot zijn recht kan komen in een 2D-wereld, werd het pas echt populair bij de uitgave van Metal Gear Solid (Game of the Year 1999).
Sindsdien is de grootste rivaal de Tom Clancy's Splinter Cell-serie geworden. Syphon Filter, die een tijd daarvoor uitkwam, is wat minder bekend bij het grote publiek. Desondanks zijn er onder deze serie 7 goede delen uitgebracht inclusief een online versie. Andere genres begonnen stealth ook te incorporeren, zoals platform of survival horror.
Met (onder andere) de komst van Metal Gear Solid 4: Guns of the Patriots zijn stealthspellen nu ook online te spelen. Spelers hoeven elkaar nu niet langer met grote wapens te bestrijden, maar kunnen nu ook naar elkaar toe sluipen en elkaar met slechts een mes of zelfs zonder wapens uitschakelen. Baanbrekend voor het genre stealth was de revolutionaire missie "All Ghillied Up" uit Call of Duty 4: Modern Warfare, waar de speler een Russisch doelwit moet executeren in Pripjat, radioactief gebied. De missie werd door fans verkozen tot beste Call of Duty-missie aller tijden. 
De Hitman-reeks is een ander voorbeeld van een spel dat het stealth-element ver heeft doorgevoerd. Zo krijgt de speler na het voltooien van een level onder andere punten voor de geruisloosheid van de missie. Bovendien raakt de speler de dekmantel in latere levels eerder kwijt als hij of zij in eerdere missies minder voorzichtig is geweest.

## Gameplay
De gameplay van een stealthspel verschilt enorm van een traditioneel actiespel. Vaak zit de speler met weinig wapens, die ook nog eens vaak niet echt krachtig zijn. Dit heeft tot gevolg dat, als de speler een vijand wil doden, hij of zij dit moet doen met een kogel door het hoofd, want als hij of zij ergens anders richt heeft hij of zij kans dat de vijand alarm slaat.
Het geluid van schoten is ook enorm belangrijk, met name dat het zo veel mogelijk verdoezeld moet worden, waardoor er vaak een zoektocht ontstaat naar geluiddempers, want als een schot wordt gehoord, komen er meer vijanden om een klopjacht te organiseren, wat veelal resulteert in een "game over". Meestal is grof geweld niet de oplossing, maar een stille sluipactie en een mes of de blote handen.
Hierbij komen nog eens vaak ingewikkelde puzzels: de speler moet bijvoorbeeld een kamer door, maar de vloer is beladen met elektriciteit en de elektriciteitscabine is verderop. De speler heeft echter wel een raket ter beschikking die hij bij wijze van oplossing naar de cabine (Metal Gear Solid) kan gidsen. Dergelijke spellen zitten vaak vol van zulke puzzels.